# منتخب بريطانيا العظمى لهوكي الحقل للرجال
منتخب بريطانيا العظمى لهوكي الحقل للرجال (بالإنجليزية: Great Britain men's national field hockey team)‏ هو ممثل المملكة المتحدة الرسمي في المنافسات الدولية في هوكي الحقل
.